# بینووتسه (سوردولیتسا)
بینووتسه (به صربی: Binovce) یک منطقهٔ مسکونی در صربستان است که در سوردولیکا واقع شده‌است. بینووتسه ۵۵۳ نفر جمعیت دارد.